# Páli Szent Vince-plébániatemplom
A Páli Szent Vince-plébániatemplom (vagy: Budapest-Középsőferencvárosi Páli Szent Vince plébániatemplom) a Budapest IX. kerületében található Páli Szent Vince plébánia temploma, melyet 1935 és 1936 között építettek Fábián Gáspár tervei alapján. A Haller- és a Mester utca kereszteződésében átlós tengelyben, szabadon álló, háromhajós, keresztházas katolikus templom félköríves záródású szentéllyel és szentélykörüljáró folyosóval rendelkezik. A főhomlokzat jobb oldalán található a négyzetes torony. A templom névadója Páli Szent Vince francia pap, rendalapító.

## Története
A Páli Szent Vince által alapított Szeretet Leányai (más néven: vincés nővérek) rendje már jóval a mai templom és plébánia létrejötte előtt is a Ferencvárosban tevékenykedett. A közeli Vendel és Thaly Kálmán (akkoriban még Gyep) utca találkozásánál épült fel 1875-ben a Ranolder János veszprémi püspök által alapított leánynevelő intézet, melyet a vincés nővérek vezettek, és falain belül óvoda, elemi-, polgári- és ipari középiskola, illetve tanítóképző is működött. Az épületben jelenleg a Leövey Klára Gimnáziumnak ad otthont. Az ugyancsak Szent Vincéhez köthető lazaristák 1903-ban a Gát utcában építettek templomot és rendházat, melyeket később csereingatlan fejében az esztergomi főegyházmegyének hitoktatói otthon számára adtak át.
A Gát utcai templomból induló, és 1923-ban alapított plébániának 1930-ban a főváros egy telket jelölt ki az akkori Vásártér (mai Haller-park) területén. Az telekadományozásnak kikötései között szerepelt, hogy a területet kizárólag templom és plébánia építésére lehet majd felhasználni, illetve az, hogy az építendő templom legjellegzetesebb része, a tornya, a Mester utca belső szakaszának tengelyvonalába, a templom főtengelye pedig a Haller- és a Mester utca szögfelező vonalába essen. A munkálatok 1935. április 29-én kezdődtek meg dr. Fábián Gáspár műépítész tervei szerint. A kereszthajós, latin kereszt alaprajzú, neoromán plébániatemplom 1936-ra el is készült, és ugyanazon év október 18-án Serédi Jusztinián hercegprímás Páli Szent Vince tiszteletére felszentelte. 1938-ra elkészült a plébániaház is.
A szentély két oldalán található a sekrestye és a depositorium, melyek a szentély mögött körfolyosóval vannak összekötve. Az épület összes boltozata vasbeton, tetőzete eternitpala, a torony fedése pedig kőből készült. A templombelső a román stílusnak megfelelően van kialakítva. Fábián Gáspár tervezte többek között a főoltárt, a szószéket és több berendezési tárgyat is. A főoltár oszlopfejei carrarai márványból, az oszloptörzsek zöld márványból, az oltárlap siklósi szürke márványból, a többi rész pedig piszkei vörös márványból készült a Weisenger cégnél. A főoltár homlokzatán öt mozaik látható, amelyek Krisztussal kapcsolatosak (bárány, hal, kereszt, búza, szőlő). A mozaikok Zsellér Imre munkái. A szószék alapja és lépcsője haraszti kőből és márványból, felső része pedig színes márványból készült, felette hangfogó tetőzet van. A padokat Domoky József, a négy gyóntatószéket Topor Endre, a sekrestye-szekrényeket pedig Percze asztalos készítette. A szentély öt üvegablaka Palka József műve: a középső Páli Szent Vincét, a többi négy pedig a tevékenységét ábrázolja (a lazaristák missziós munkája, a Szeretet Egyesület, az irgalmas nővérek iskolai és kórházi működése). 
A kereszthajó hat nagy ablakán magyar szentek láthatóak: az egyik oldalon Szent István, Szent Imre és Szent László, velük szemben pedig Szent Erzsébet, Boldog Gizella és Szent Margit. Ezek a felszentelés után folyamatosan, egészen 1941-ig készültek. A mellékhajók ablakait Zsellér Imre bűnbánattal és gyónással kapcsolatos 1939-es képei díszítik, mivel itt találhatóak a gyóntatószékek is. A kápolnában látható a főváros 1938-as adománya, Feszty Árpád Krisztus siratása című festménye.
A templom bejárata fölött egy 220 cm-es haraszti mészkőből készült Szent Vince-szobor áll. Az alkotás 1920-ban készült 210 cm-es gipsz változata a székesfehérvári Bory-várban látható. A bejárati szobor Bory Jenő 1936-os alkotása.
Az orgonát 1943-ban az Angster gyár építette, majd 1985-ben Gyöpös László átépítette.
A templombúcsút minden év szeptember 27-én, Szent Vince halálának napján tartják.

### Harangok
A templom 50 méter magas tornyában két harang van, melyeket Szlezák László harangöntő mester készített. Szentelésükre 1936. október 11-én került sor, amikor az adományozók, az egyház elöljárók és a hívek jelenlétében dr. Mészáros János érseki helytartó megáldotta az új templom harangjait.
- A Szent Mihályról elnevezett nagyharang súlya kb. 360 kg, alsó átmérője 87,6 cm, hangja „B”. A harangon Szent Mihály és Szent Zsuzsanna képe látható.[10]

Felirata: 
ISTEN DICSŐSÉGÉRE, SZENT MIHÁLY ARKANGYAL ÉS SZENT ZSUZSÁNNA TISZTELETÉRE KÉSZÜLT E HARANG, A BUDAPEST-KÖZÉPSŐFERENCVÁROSI PLÉBÁNIATEMPLOM RÉSZÉRE, LÁHNY MIHÁLY VASKERESKEDŐ ÉS NEJE SZÜLETETT WALZER ZSUZSÁNNA ÉS A BUZGÓ HÍVEK ADOMÁNYAIBÓL, AZ ÚRNAK 1936-IK ESZTENDEJÉBEN. ÖNTÖTTE SZLEZÁK LÁSZLÓ HARANGÖNTŐ, MAGYARORSZÁG ARANYKOSZORÚS MESTERE BUDAPESTEN.

A harang másik oldalán: 
SZENT MIHÁLY ARKANGYAL ÉS SZENT ZSUZSÁNNA KÖNYÖRÖGJETEK ÉRETTÜNK!
- A kisebbik harangot Szent Anna után nevezték el, súlya kb. 110 kg, alsó átmérője 58 cm, hangja: „F”.[10] Szent Anna képe mellett a következő felirat is olvasható rajta:

ISTEN DICSŐSÉGÉRE, SZENT ANNA TISZTELETÉRE KÉSZÜLT E HARANG, A BUDAPEST-KÖZÉPSŐFERENCVÁROSI RÓM.KAT. TEMPLOM RÉSZÉRE, AZ ÚRNAK 1936-IK ESZTENDEJÉBEN. ÖNTÖTTE ÉS AJÁNDÉKOZTA: SZLEZÁK LÁSZLÓ HARANGÖNTŐ, MAGYARORSZÁG ARANYKOSZORÚS MESTERE BUDAPESTEN.

Másik oldalon: 
SZENT ANNA KÖNYÖRÖGJ ÉRETTÜNK!
2011. október 10-én a templom nagyharangja jelezte a delet a Kossuth Rádió műsorában.

### Ossarium
A templom bal oldali apszisában urnák befogadására alkalmas helyiséget található, melyet 2001-ben Szél Ágnes építész tervei alapján alakítottak át. A hamvak száraz-szétszóratására alkalmas ossarium közepén egy üvegpiramis áll, melyet négy gyertyatartó zár közre. A mennyezeten egy cseppfény kereszt, a padlóburkolatban pedig sötétzöld csiszolt gránitlapból formázott kereszt található.

## A plébánia tevékenysége

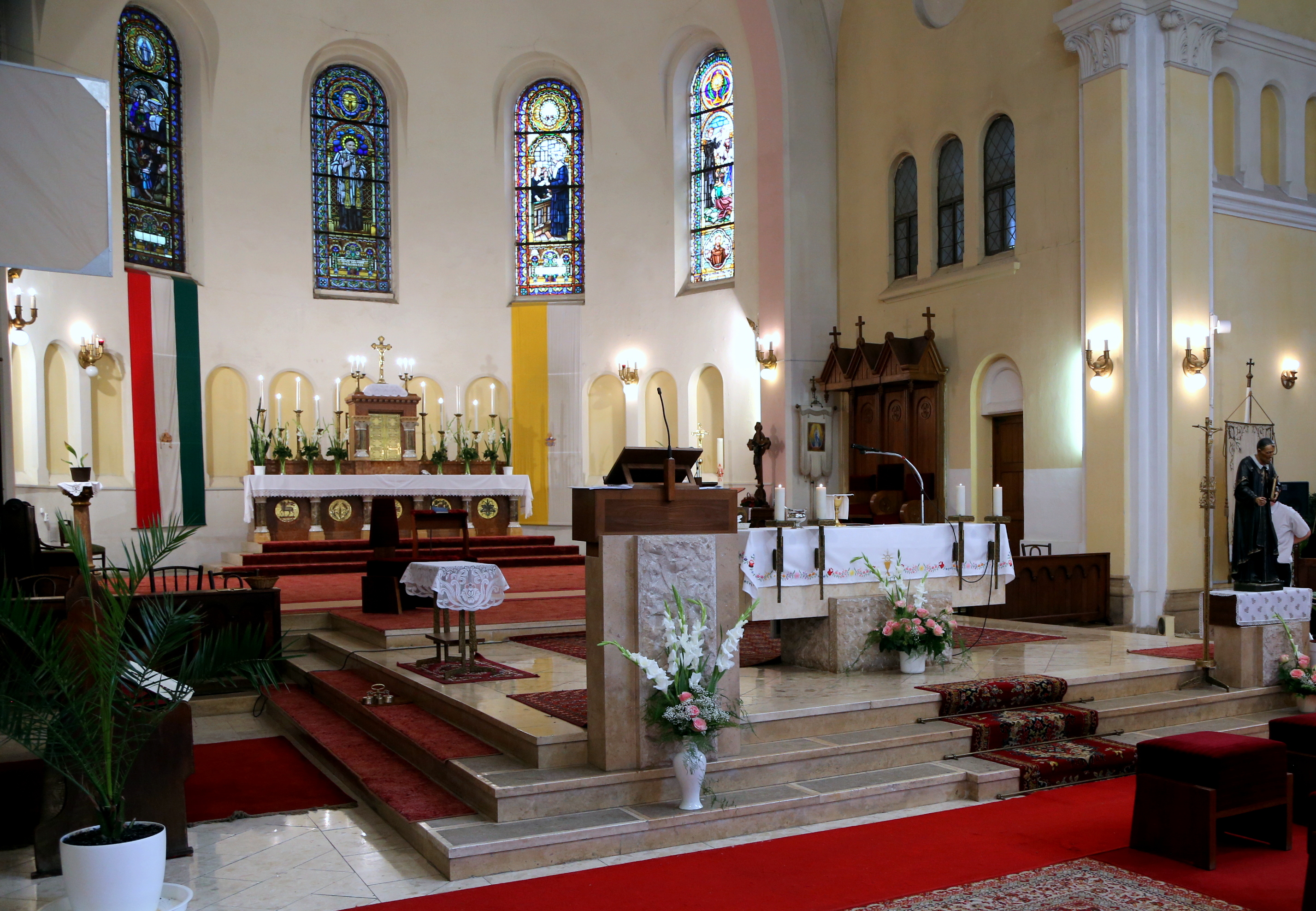
A templom szentélye

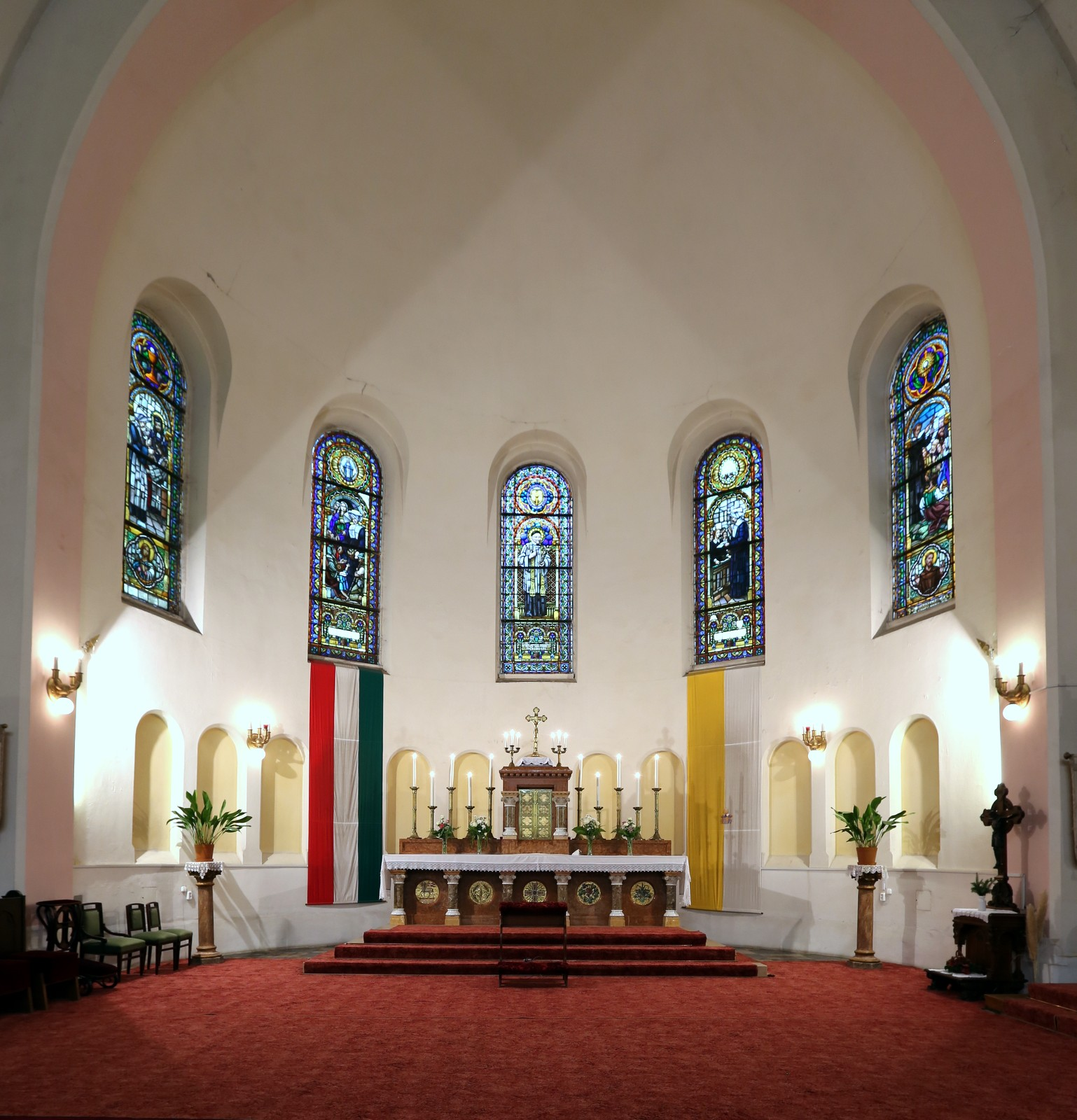

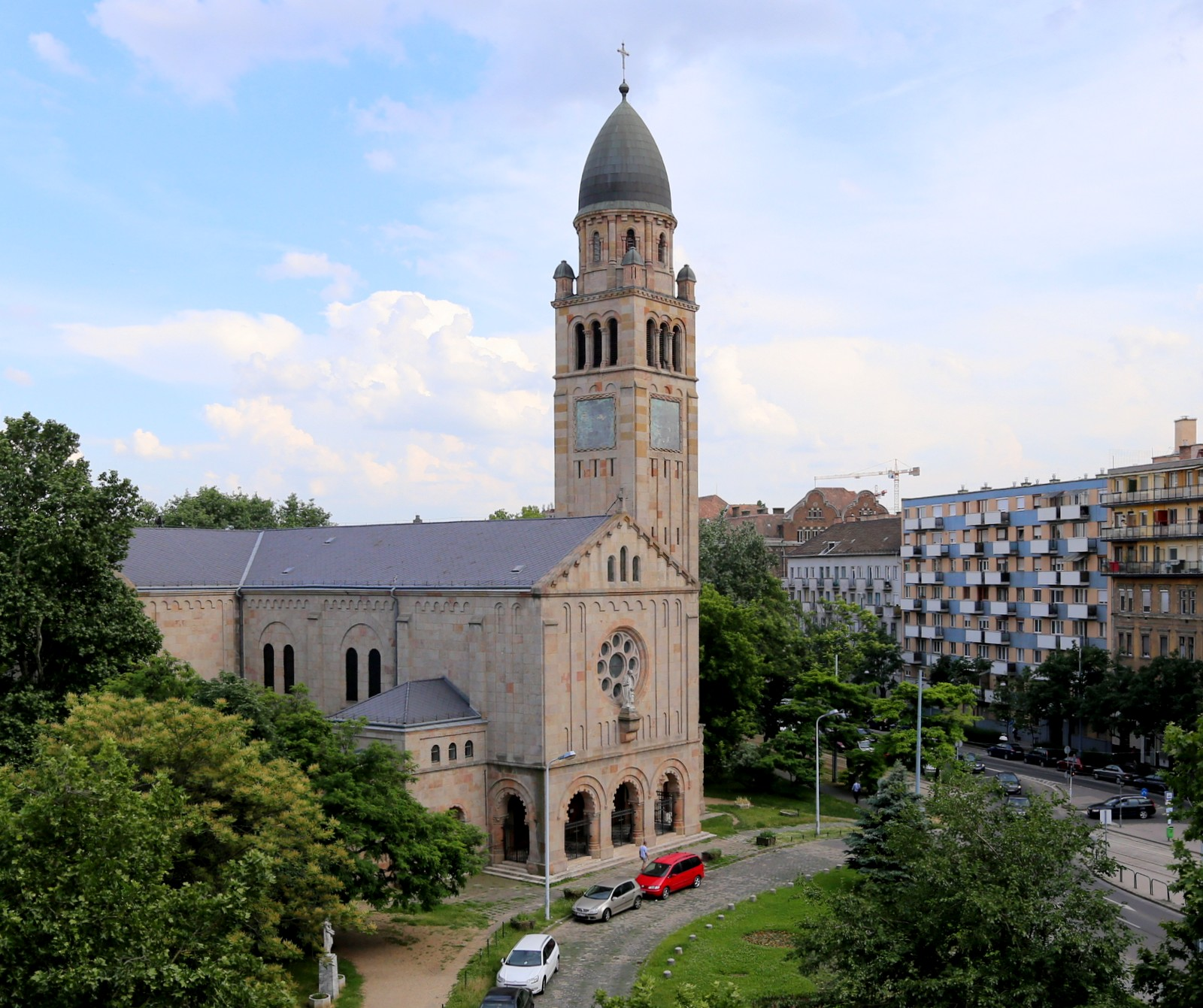

A templomi misék, esküvők, keresztelések mellett a plébánia ad otthont a különböző korosztályoknak tartott hittanóráknak. A plébániához tartozó Gát utcai templomban minden hónap első vasárnapján cigány családoknak tartanak szentmisét. Ezek mellett a betegek látogatásra is figyelmet fordítanak a templom munkatársai, illetve karitász szolgálatot is működtetnek. Ezen kívül a templom ossariumában urnafülke foglalása is lehetséges.
A templomban komolyzenei koncerteket is rendeznek, melyek esetenként egy-egy évfordulóhoz vagy jeles eseményhez kapcsolódnak.

### Plébánosok
A templom plébánosai a megalapítás óta:
- dr. Töttössy Miklós 1923–1952
- dr. Miklós István 1952–1957
- dr. Királdi Lajos 1957–1959
- Szentei János 1959–1980
- dr. Dékány Vilmos tiszteletbeli kanonok, helyettes esperes 1980–1988
- Spányi Antal 1988–1992
- Bokor István 1992–1993
- Spányi András 1993–2004
- Müller György 2004–2018
- Lipták István 2018-